# Valeur énergétique

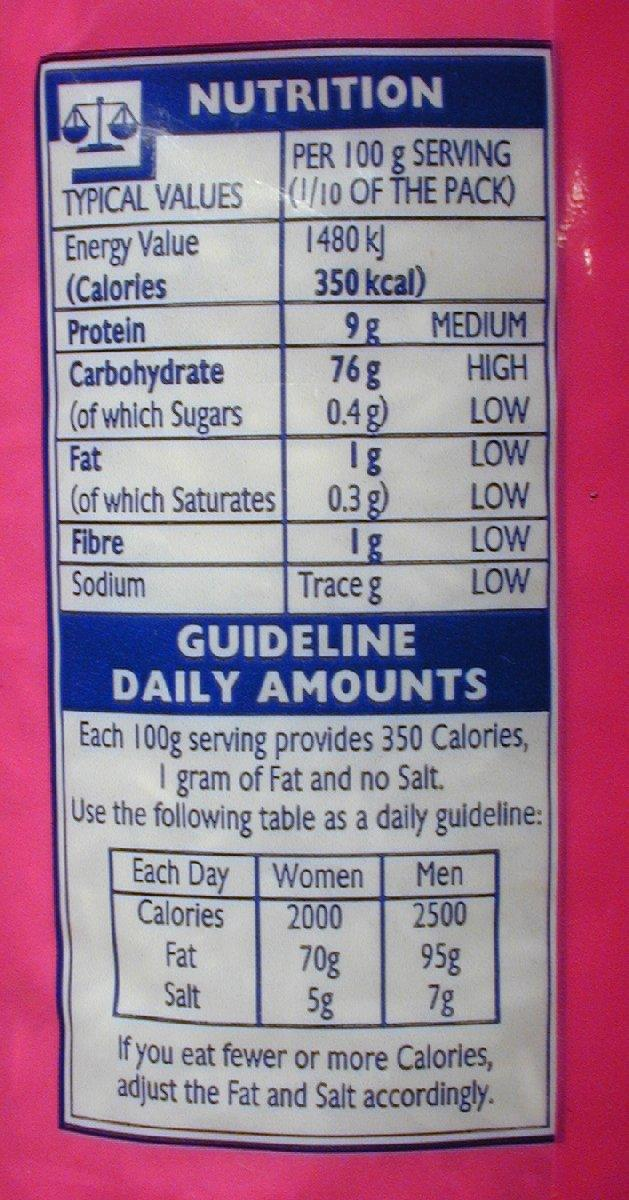
Étiquette d'un paquet de riz basmati indiquant sa valeur énergétique (Energy Value) en kilojoules (kJ) et en kilocalories (kcal).

La valeur énergétique d'un aliment est la quantité d'énergie pouvant en être extraite et fournie à l'organisme. La valeur énergétique est exprimée en kilojoules (kJ) ou en kilocalories (Kcal, ou «Cal» dans certains pays) 
La valeur énergétique d'un aliment est évaluée en moyenne à 90 % de l'énergie totale de cet aliment. En effet, l'effet thermique des aliments c'est-à-dire les pertes énergétiques liées à la digestion, l’absorption et l’utilisation des nutriments chez les humains représentent environ 10 % de la valeur totale,,.

## Valeurs déterminées en laboratoire
Des valeurs énergétiques maximales des différents composés (protides, glucides, lipides, et autres) sont obtenues par mesure directe de leur énergie de combustion au laboratoire. Cette combustion est réalisée dans de l'oxygène pur sous pression au moyen d'une bombe calorimétrique étanche et immergée dans un bain d'eau dont on mesure la température avant et après la réaction. 
En effet, la thermodynamique chimique renseigne que la différence d'énergie entre les produits (état d'arrivée) et les réactifs (état départ) d'une réaction chimique donnée, (ici, une réaction d'oxydation biochimique très lente catalysée par des enzymes, ou au contraire d'une combustion chimique très rapide), ne dépend que des valeurs d'énergie initiale et finale, peu importe le chemin suivi entre l'état initial et l'état final. Par contre la vitesse de réaction chimique (cinétique chimique très lente ou au contraire explosive), elle dépend directement du chemin suivi et du nombre d'étapes intermédiaires.

## Signification thermodynamique
La variation d'enthalpie (ΔH) d'une réaction chimique (c.-à-d., l'énergie qu'elle libère ou au contraire absorbe) est la différence de la somme des enthalpies de formation des produits moins la somme des enthalpies de formation des réactifs : 
ΔH = ΣHproduits - ΣHréactifs
Quand ΣHproduits < ΣHréactifs, ΔH < 0, la réaction libère de l'énergie et est dite exothermique. Dans le cas contraire, elle absorbe de l'énergie et est dite endothermique. La convention exige que l'on soustrait toujours l'énergie des réactifs de celle des produits (c.-à-d., les Produits moins les Réactifs) afin de tenir compte de l'état final du système. La variation d'enthalpie ("d'énergie") d'une réaction exothermique est négative (le système libère et donc perd (-) de l'énergie) tandis que celle d'une réaction endothermique est positive (le système absorbe et donc gagne (+) de l'énergie).
Les aliments libérant finalement de l'énergie lors de leur processus de métabolisation (y inclus les réactions de respiration cellulaire qui finissent par produire in fine l'énergie dont les cellules de l'organisme ont besoin), leur bilan énergétique global est nettement exothermique. Certains processus métaboliques intermédiaires peuvent requérir l'absorption d'une certaine quantité d'énergie et être endothermiques, mais le bilan global libère toujours de l'énergie. Les aliments prétendument dits à "calories négatives" n'existent donc pas,. Seuls existent des  aliments à apport énergétique plus faible en raison de leur composition plus riche en eau ou en fibres et plus faible en graisses. Le métabolisme des protides (protéines) libère finalement un peu moins d'énergie que celui des glucides (sucres et hydrates de carbone) à la suite de certaines étapes intermédiaires de leur métabolisme davantage consommatrices d'énergie (réactions endothermiques).

## Valeur énergétique de quelques aliments et boissons alcoolisées
| Substances           | Densité d'énergie massique, | Densité d'énergie massique, |
| Substances           | (kJ/g)                      | (kcal/g)                    |
| -------------------- | --------------------------- | --------------------------- |
| Lipides              | 37                          | 9,0                         |
| Éthanol (alcool)     | 29                          | 7,0                         |
| Protides (protéines) | 17                          | 4,0                         |
| Glucides             | 17                          | 4,0                         |
| Acides organiques    | 13                          | 3,0                         |
| Polyols              | 10                          | 2,4                         |
| Fibres               | 8                           | 1,9                         |

Les autres substances dans la nourriture n'apportent aucune énergie supplémentaire.
Les apports quotidiens en énergie pour les femmes de 18 à 40 ans sans activité physique est de 1 900 kcal (7 950 kJ). Idem sauf grande sportive : 2 500 kcal (10 460 kJ). 
Les apports quotidiens en énergie pour les hommes de 18 à 40 ans sans activité physique est de 2 350 kcal (9 832 kJ). Idem sauf grand sportif : 3 250 kcal (13 598 kJ).
En général les personnes âgées consomment moins que les jeunes adultes : 1 400 kcal/jour (5 858 kJ/jour).
Dès le deuxième trimestre de grossesse, l’augmentation est de 340 kcal/jour. Une femme qui allaite, l’augmentation est de 330 kcal/jour. 
La valeur énergétique réelle apportée par les protéines serait[pas clair] plus faible dans le bilan énergétique global du métabolisme de l'organisme : environ 3,2 kcal/g, à cause de l'énergie nécessaire à la conversion de l'ammoniaque en urée lorsque les protéines sont décomposées en acides aminés.

## Densité d'énergie

Diagramme des densités d'énergie volumiques (mégajoule/L) et massiques (mégajoule/kg) brutes du métabolisme du sucre, du glucose, de différents alcools et des lipides comparées à celles de différents carburants et métaux réactifs.

La densité d'énergie des lipides (graisses) est du même ordre de grandeur que celles des hydrocarbures liquides utilisés comme carburant: essence, kérosène et diesel (gazole). La densité massique des lipides est de l'ordre d'un peu moins de 40 MJ/kg (40 000 kJ/kg, 40 kJ/g, 9,6 kcal/g) pour une densité volumique autour de 35 MJ/L (35 000 kJ/L, 35 kJ/ml, 8,4 kcal/ml). Les lipides constituent donc le moyen le plus dense pour un être vivant de stocker son énergie, tout comme les hydrocarbures liquides représentent encore actuellement la forme la plus dense et la plus courante permettant d’emmagasiner de l'énergie chimique. Le lien entre les deux s'explique par le fait que les hydrocarbures du pétrole dérivent essentiellement de la maturation à haute température et sous haute pression (fenêtre à huile des géologues du pétrole) des matières lipidiques d'algues marines microscopiques accumulées au cours des temps géologiques dans les sédiments marins.